# Hilbert–Mumfords kriterium
Inom matematiken är Hilbert–Mumfords kriterium, introducerat av David Hilbert och David Mumford, ett kriterium som karakteriserar halvstabila och stabila punkter vid en gruppverkan på ett vektorrum i termer av egenvärdena av 1-parameter-delgrupper (Dieudonné & Carrell 1970, 1971, p.58).